# 4 км (зупинний пункт, Сумська дирекція Південної залізниці)
4 кілометр — пасажирський залізничний зупинний пункт Сумської дирекції Південної залізниці на лінії Амбари — Віринський Завод.
Розташований у с-щі Шевченківка Сумського району Сумської області між станціями Амбари (3 км) та Віринський Завод (6 км).
На платформі зупиняються приміські електропоїзди.